# Alleyrat, Corrèze
Alleyrat este o comună în departamentul Corrèze din centrul Franței. În 2009 avea o populație de 103 de locuitori.

## Evoluția populației
| An        | 1975 | 1982 | 1990 | 1999 | 2006 | 2009 |
| --------- | ---- | ---- | ---- | ---- | ---- | ---- |
| Populație | 102  | 83   | 96   | 99   | 102  | 103  |